# Castello di Malpaga
Il castello di Malpaga si trova nel territorio di Cavernago, piccolo comune alle porte di Bergamo, nell'omonima frazione. Un tempo fu il centro del Principato di fatto che Bartolomeo Colleoni, capitano generale di Venezia, si era costruito.

## Corte rinascimentale

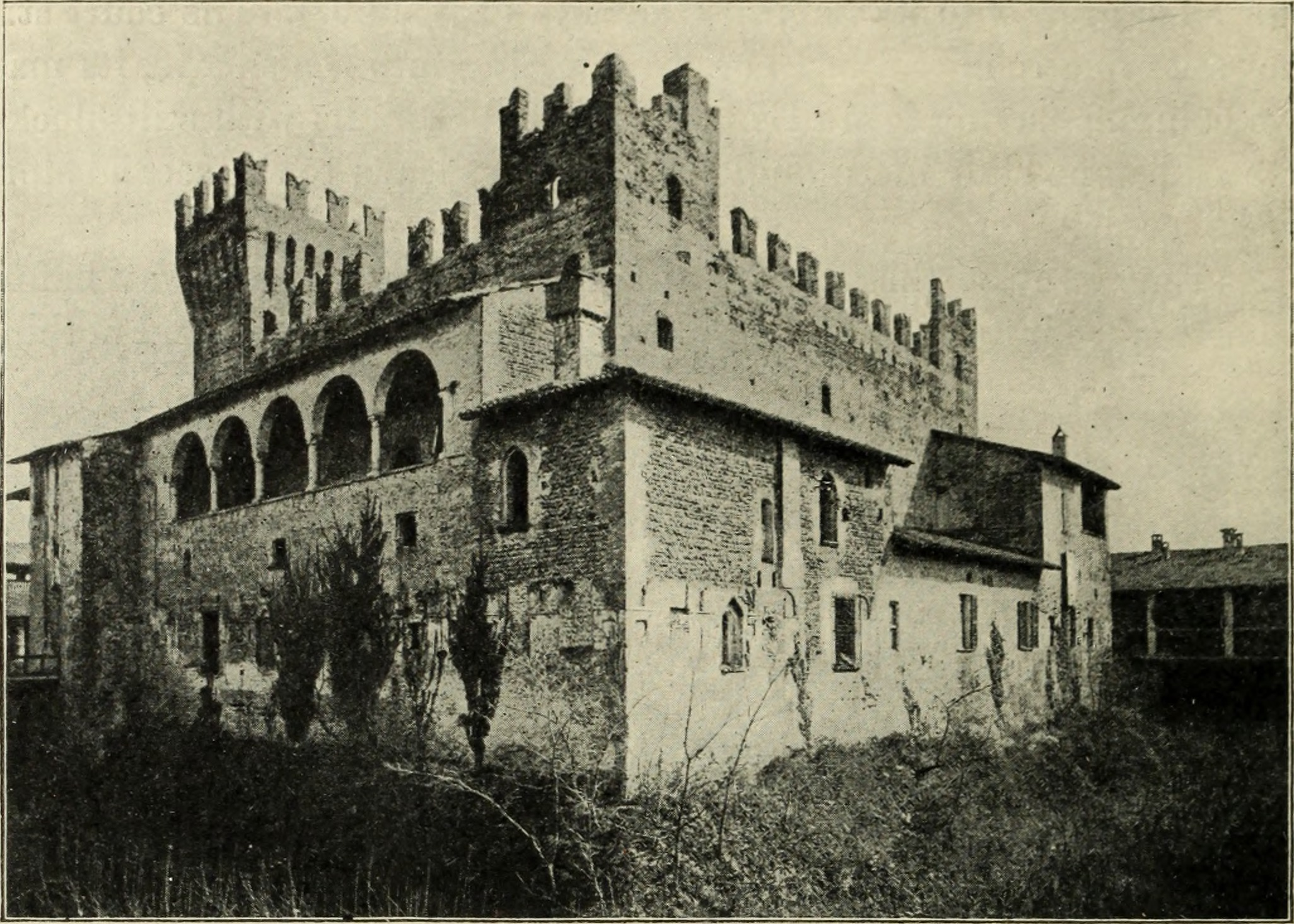
Il castello nel 1901

Bartolomeo Colleoni acquistò nel 1456, dal comune di Bergamo, il castello diroccato di Malpaga con l'intenzione di farne la propria residenza e il centro del suo dominio.
Egli ristrutturò e trasformò il castello rendendolo una inespugnabile fortezza, campo di alloggiamento per i suoi soldati e magnifica residenza: corte principesca, testimonianza di un successo socio-militare, oltre che centro politico nello scenario spesso confuso della geopolitica italiana dell'epoca e, al tempo stesso, un buon ritiro per gli anni del tramonto.
Come tutti i principi rinascimentali, il Colleoni voleva affermare e manifestare il prestigio raggiunto e il potere conquistato attraverso opere visibili che dessero memoria della grandezza raggiunta, attraverso un mecenatismo che ne certificasse la sensibilità alla cultura, al bello, all'arte.
Dopo essere passato nelle mani dei Martinengo, il castello fu soggetto a interventi di rielaborazione (secoli XV-XVI).

## Gli affreschi
Le pareti del castello sono quasi interamente affrescate e costituiscono non solo una viva e bellissima testimonianza artistica ma anche una testimonianza degli usi e del modus vivendi dell'epoca.

### Salone dei banchetti

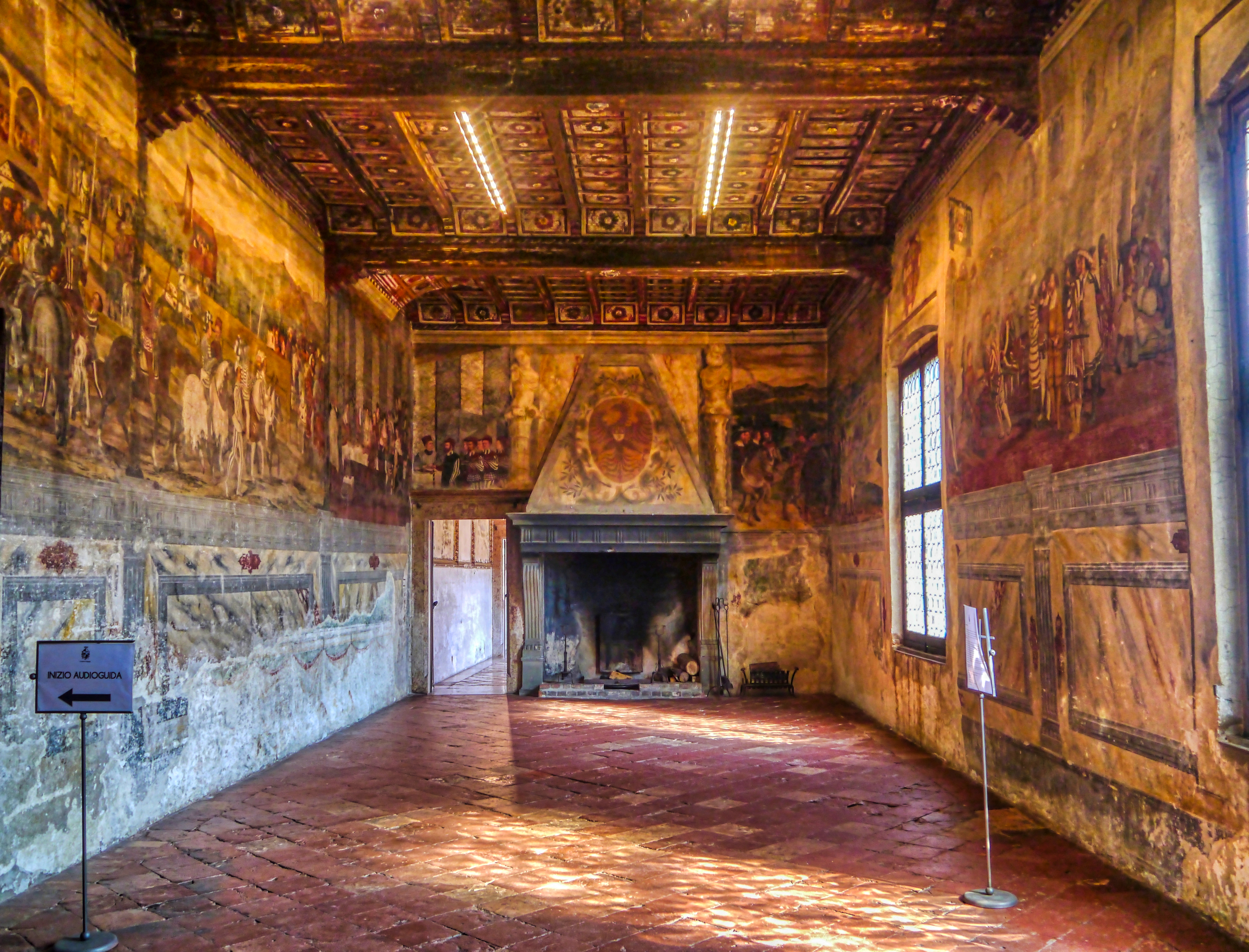
Salone dei Banchetti

Alcuni affreschi sono deteriorati, ma ancora ampiamente leggibili, altri sono stati vandalizzati, altri invece sono ancora in buono stato di conservazione. Questi ultimi celebrano la visita del re Cristiano I di Danimarca, ne illustrano il corteo regale, l'ospitalità del Colleoni, i banchetti, i tornei e le scene di caccia. Questi affreschi sono stati commissionati dagli eredi a esaltazione della casata e sono attribuiti al Romanino.
In alcune scene sono rappresentati i volti del Colleoni e di Cristiano I, ma sono rappresentazioni idealizzate.

### Cortile interno

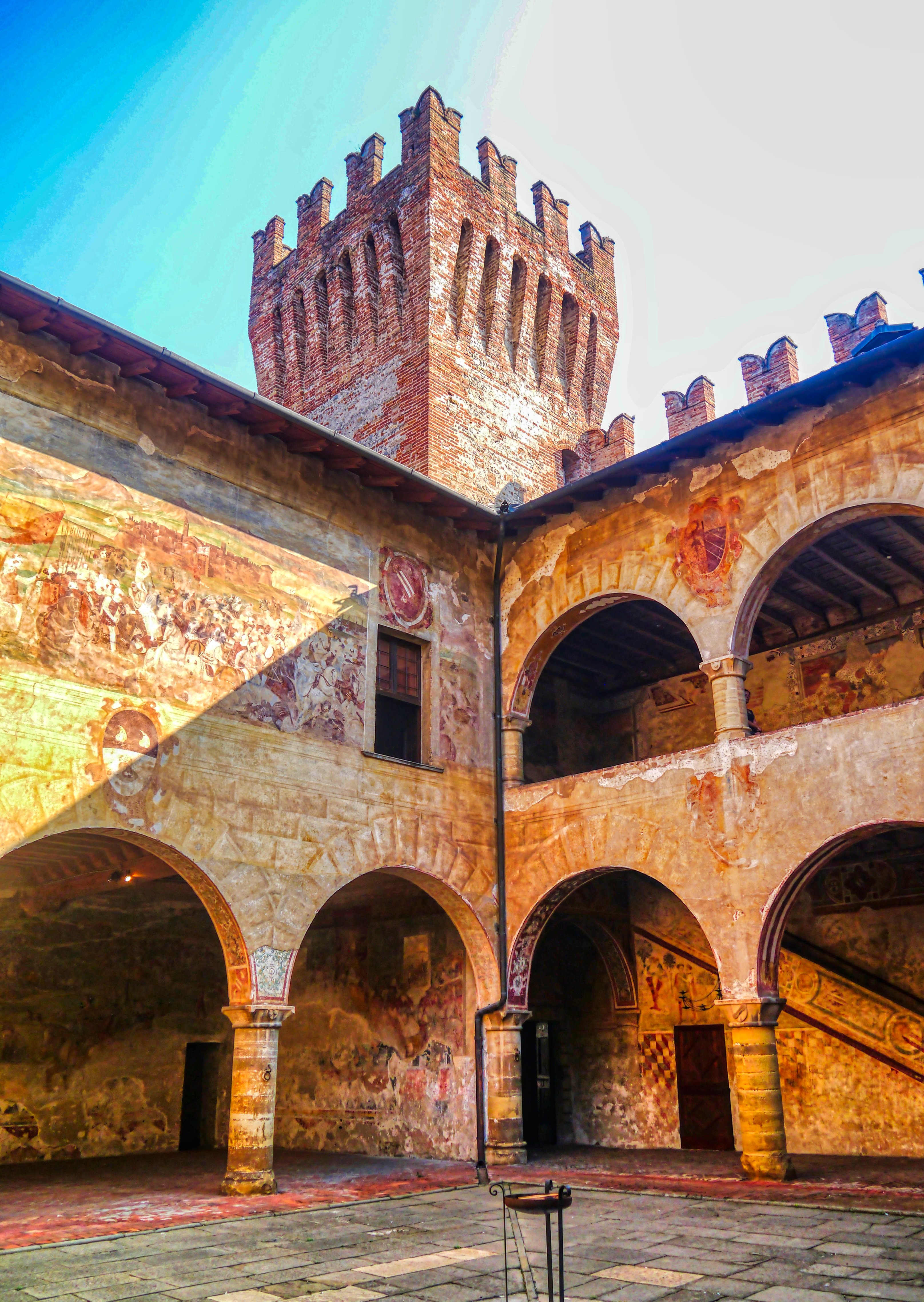
Cortile d'Onore

Allo stesso Romanino è stato attribuito l'affresco della parete del cortile, prospiciente l'ingresso, rappresentante la battaglia della Riccardina, battaglia splendidamente combattuta dal Colleoni, questa volta, per interesse proprio nella ricerca della gloriosa impresa. L'affresco si trova all'aperto ed è deteriorato dall'esposizione all'intemperie e alla luce viva del sole, ma è ancora ampiamente leggibile. Si tratta di un affresco importante perché rappresenta con naturale e vivo realismo la scena bellica, i combattenti, le armature, i cavalli e i movimenti quasi animati nel loro realismo figurativo.

### Stanze al piano superiore

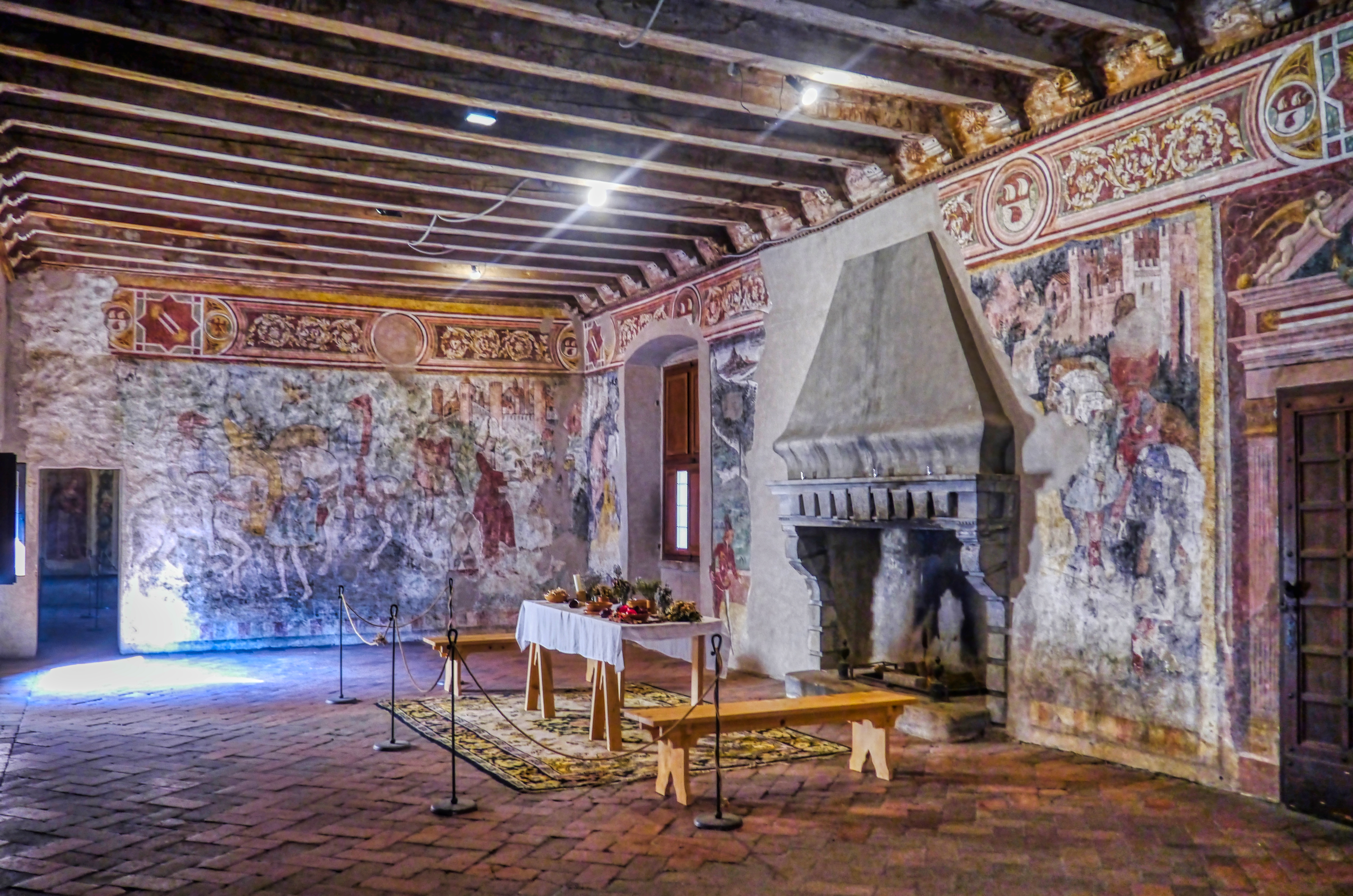
Sala al piano superiore

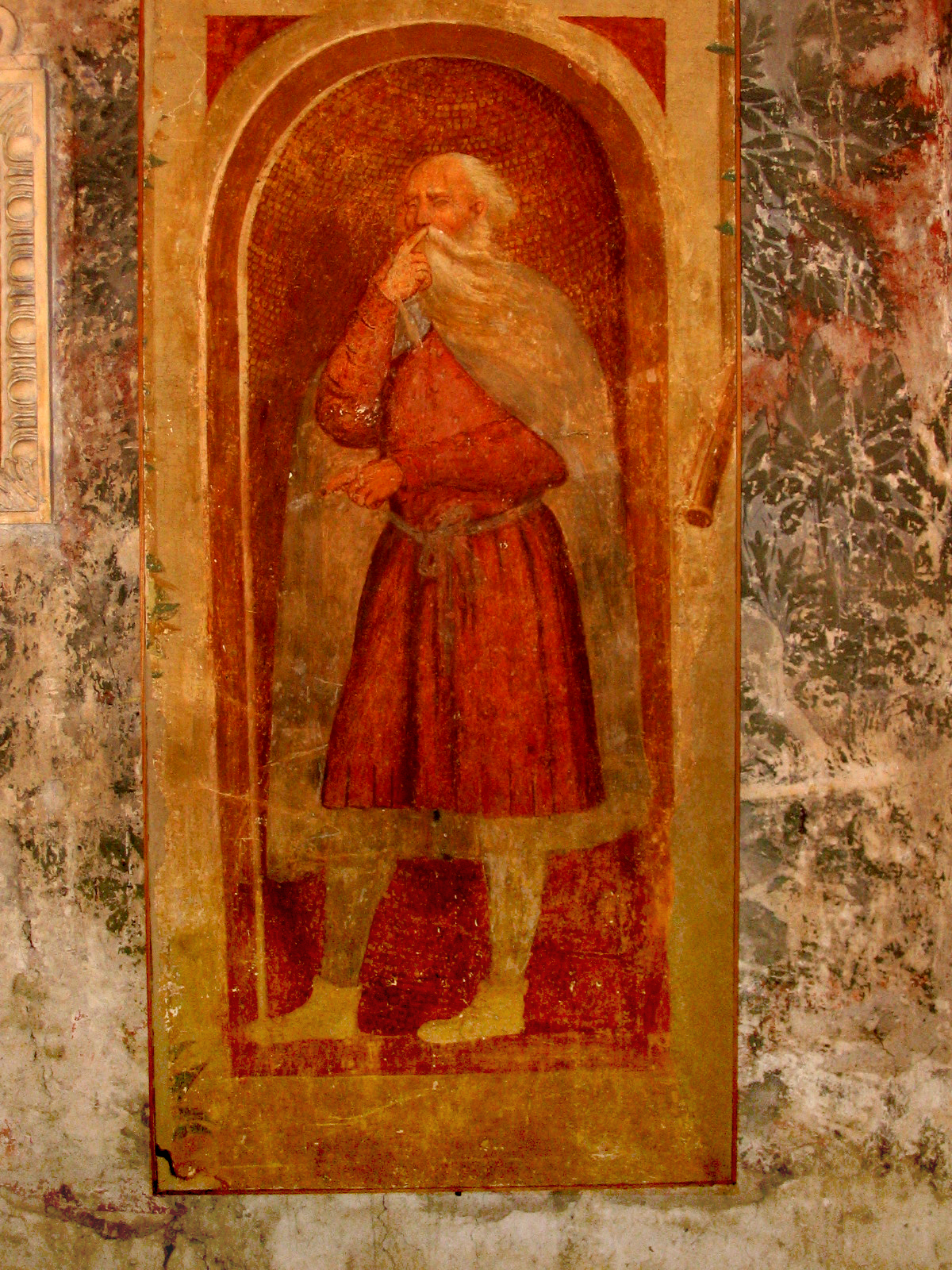
Il Silenzio

Al piano superiore del castello vi sono, anche, degli affreschi secenteschi di non eccelsa fattura, ma ancora vividi nei loro colori vivaci.
Su alcune pareti sono rappresentate delle allegorie che testimoniano una certa sensibilità del condottiero che voleva dare di sé anche un'immagine di umanità, in contrasto con la sua fama di rude guerriero. Particolarmente significativa è l'allegoria del silenzio raffigurata nelle forme di un vecchio che fa il segno del silenzio o del segreto, che tutti al castello erano tenuti a osservare.

### Camera da letto del Colleoni
In quella che era la stanza privata del Colleoni si nota l'assenza del caminetto per ragioni di sicurezza, si voleva evitare la possibilità di intrusioni nemiche attraverso la canna fumaria, e la presenza di un piccolo affresco sacro quattrocentesco, che la tradizione vuole particolarmente amato dal Colleoni. Sempre per ragioni di sicurezza, alle finestre c'erano sbarre, di modo che nessuno potesse entrare nella camera per attentare alla vita del signore.

Una descrizione contemporanea del castello è quella fatta, nel 1483, da Marin Sanudo nel suo Itinerario per la Terraferma Veneziana
(M. Sanudo, Itinerario per la Terraferma Veneziana nell'anno MCCCCLXXXIII, Padova, 1847)
Visitando il castello ci si trova di fronte a un'apoteosi di colori, tesi a esaltare la figura del condottiero, che ingentiliscono un maniero che si presenta all'esterno nella sua architettura militare rude e minacciosa, circondato da un imponente fossato, di cui sono visibili i resti, ma addolcito all'interno dalle mani degli artisti che via via si sono succeduti.

## Signore rinascimentale

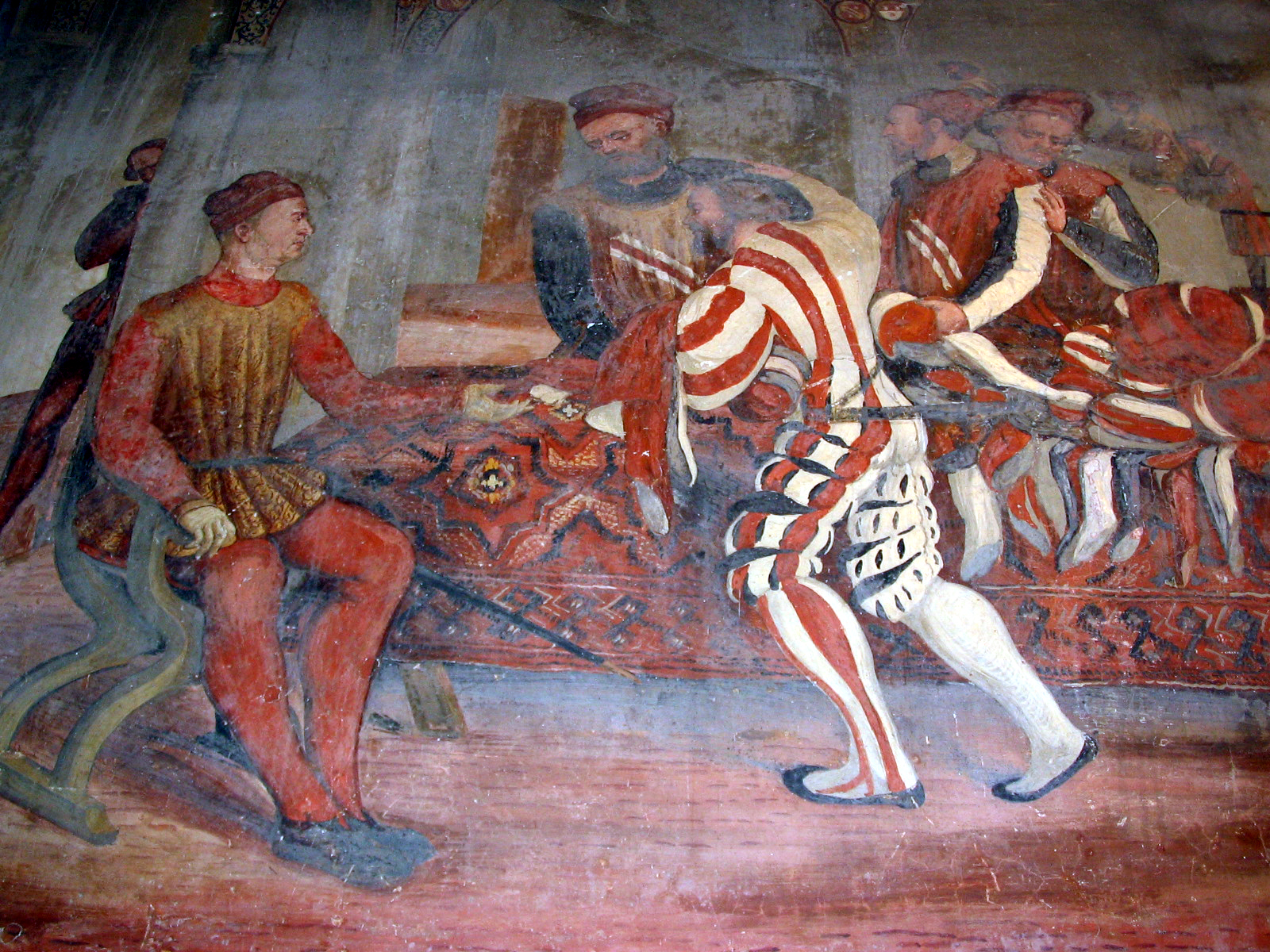
Il Colleoni, presunto.

Anche il Colleoni seguì quella che si potrebbe chiamare una moda rinascimentale, ampliò e abbellì il Castello di Malpaga, ne commissionò gli affreschi a maestri di scuola francese forse borgognone, ne fece un lussuoso ed elegante ritiro, adeguato al riposo di un grande guerriero, oltre che centro culturale e politico.
Nacque così una Corte, una Reggia fastosa, testimone di avvenimenti storici e della presenza di grandi personaggi, nonché luogo di delizie in senso tutto rinascimentale, che i suoi eredi cercheranno di migliorare, esaltando le gesta dell'illustre avo, a maggior gloria e vanto della casa.
Per le sale di Malpaga passarono, splendidamente ospitati, Borso d'Este, i figli di Francesco Sforza, Carlo il Temerario duca di Borgogna (la cui corte raggiunse apici di magnificenza che tutta l'Europa cercò d'imitare), e il Re Cristiano I di Danimarca (nel 1474).                                    

## Mecenate
Malpaga ospitò anche degli umanisti, prevalentemente bergamaschi come Jacopo Tiraboschi e Giovanni Michele Carrara oltre che forestieri come il Pagello e Antonio Cornazzano. Quest'ultimo scrisse la biografia di Bartolomeo Colleoni, certamente commissionatagli dallo stesso.
Anche in questo amore per la biografia, ovviamente più encomiastica che storica, Colleoni seguì il gusto dell'epoca.
La corte di Malpaga, tuttavia, rimase la residenza di un rude guerriero, il cui carattere è ben rappresentato nell'immagine che ne dà il Verrocchio, più avvezzo ai campi di Marte che alle raffinatezze culturali in genere.
Una volta assolto quell'omaggio alla cultura che lo stato sociale raggiunto esigeva, il Colleoni preferiva dedicarsi ai vigorosi riti dei tornei e delle battute di caccia.

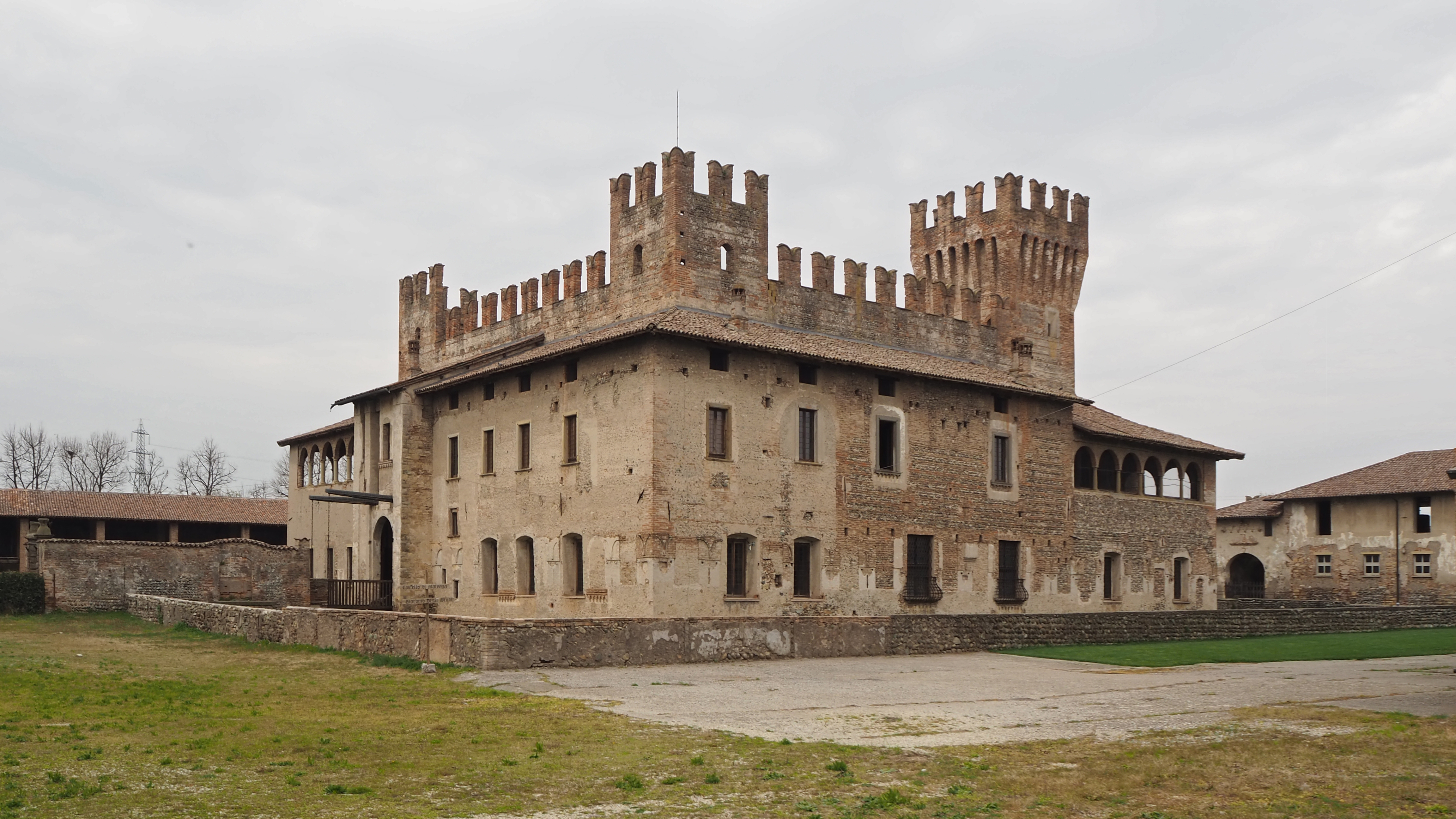